# آمین رمضان‌اف
آمین رمضان‌اف (ترکی آذربایجانی: Amin Ramazanov؛ زادهٔ ۲۰ ژانویهٔ ۲۰۰۳) بازیکن فوتبال است.
وی همچنین در تیم‌های ملی فوتبال زیر ۱۷ سال جمهوری آذربایجان و زیر ۱۹ سال جمهوری آذربایجان بازی کرده‌است.